# 11149 Tateshina
11149 Tateshina è un asteroide della fascia principale. Scoperto nel 1997, presenta un'orbita caratterizzata da un semiasse maggiore pari a 2,4433072 UA e da un'eccentricità di 0,0561732, inclinata di 5,04512° rispetto all'eclittica.